# Mischocyttarus brackmanni
Mischocyttarus brackmanni är en getingart som beskrevs av Zikan 1949. Mischocyttarus brackmanni ingår i släktet Mischocyttarus och familjen getingar. Inga underarter finns listade i Catalogue of Life.